# Oléorésine
Une oléorésine est un exsudat végétal principalement constitué d'essence (ou huile essentielle) et de résine qui résulte de l'oxydation de cette essence,,.
Les exsudats peuvent provenir de conifères, de copaïers ou d'élémis. Ils sont de consistance molle ou semi-liquide, en partie volatils et entraînables à la vapeur d'eau.
Les oléorésines sont recueillies par incision du tronc.

## Étymologie
Elle est composée du préfixe oléo (du latin oleum pour huile) et du nom résine.

## Composition
Une oléorésine contient :
- des constituants volatils de l'huile essentielle ;
- des composés sapides ;
- des pigments apolaires.

La composition chimique d'une oléorésine est un assemblage d'alcools, d'acides, d'aldéhydes aromatiques, d'esters et de substances terpéniques.

## Apparentés
Au groupe des oléorésines, il faut ajouter les baumes et les gommes-résines (ou gommo-oléorésines).
Les baumes sont des oléorésines riches en acides et esters benzoïques et cinnamiques.
Les gommes-résines sont constituées en partie de substances polyosidiques.

## Fossilisation

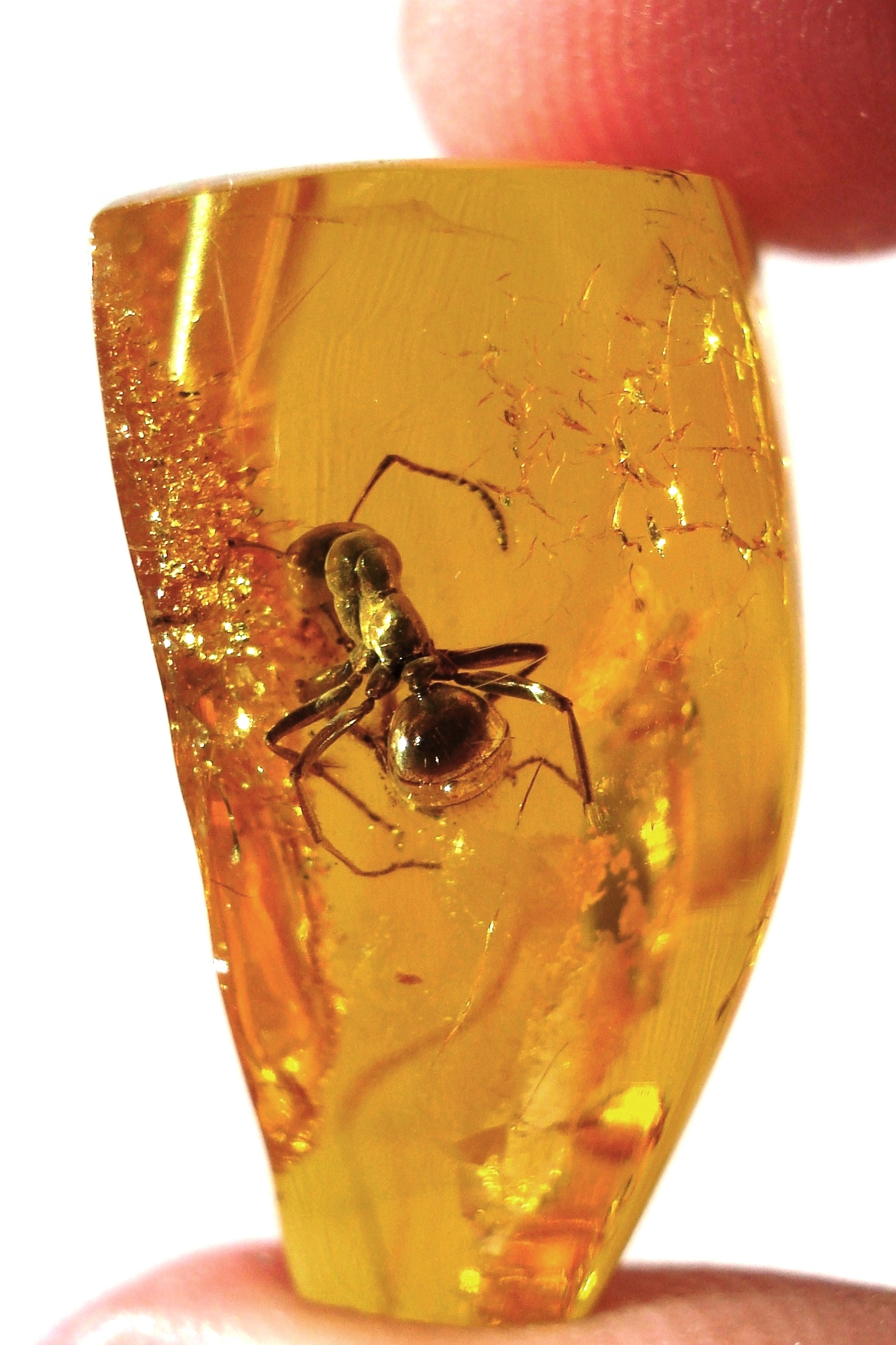
Fourmi incluse dans l'ambre (oléorésine fossile)

L'ambre est une oléorésine fossile sécrétée par des conifères, utilisée pour la fabrication d'objets ornementaux ou l'industrie.

## Exemples
- Térébenthine ;
- oléorésine du baumier du Canada ;
- oléorésine de la Fougère mâle ;
- myrrhe ;
- élémi de Manille ;
- benjoin ;
- oliban ou encens.